# アワミ連盟
アワミ連盟（アワミれんめい、ベンガル語: বাংলাদেশ আওয়ামী লীগ, ラテン文字転写: bānlādēśa ā'ōẏāmī līga）は、バングラデシュの主要な政党。別名をBangadesh People's Leagueといい、現在はイスラム協会、バングラデシュ民族主義党と並んでバングラデシュの三大政党のひとつ。政策は中道左派的で、また親インド的といわれる。

## 党史
1949年にフセイン・シャヒード・シュラワルディによって全パキスタン・アワミ・ムスリム連盟として結成され、1955年に党名から「ムスリム」の語が外された。設立当初は、パキスタンの離れた地域にまったく同名の政党がそれぞれ別に設立されたため、名称をめぐる混乱があった。ひとつはムジブル・ラフマンによる Maulana Abdul Hameed khan であり、もうひとつは 'Peer Manki Shareef' による北西パキスタン（en:North-West Frontier Province, Pakistan）の政党である。1950年両党はシュラワルディを党首とする All Pakistan Awami Muslim League として合併した。1954年、アワミ連盟は協力関係にあった政党とともにパキスタン総選挙に勝利し、その結果シュラワルディはパキスタンの第5代目首相に就任し、ムジブル・ラフマンは閣僚となった。1957年、Maulana Abdul Hameed Khanが National Awami Party の名のもとに分離して新しい政党を作った。1970年のボーラ・サイクロンが甚大な被害を与えた直後のパキスタン総選挙では、アワミ連盟は東パキスタンで162議席中160議席を獲得したが、西では1議席も得ることができなかった。そしてバングラデシュ独立戦争および第三次印パ戦争を経て1971年にバングラデシュが独立すると、連立政党を持たない第1党として政権を握った。
アワミ連盟はパキスタン独立後、8年半の期間を除くと、つねに政府与党であった。1972年以降、ムジブル・ラフマンの指導下で、政府官僚の腐敗や飢饉対策の不十分さから人心が離反した。1975年8月15日、軍将校とCIA工作員によるクーデターがおき、現職の大統領であったムジブル・ラフマンと同居の家族がダッカで殺害された。現在の党首はムジブル・ラフマンの娘で、そのとき生き残ったシェイク・ハシナである。
1990年代以降社会主義、対インド友好、政教分離、少数派のヒンドゥー教徒の保護などの政策の路線をあいまいにしてきている。
2008年12月29日に行われた総選挙では、選出対象の299議席中、230議席（得票率48.06%）を獲得し、圧勝した。
2014年1月5日の総選挙では、野党が公正さが保証されていないとして批判し選挙をボイコットしたためアワミ連盟が圧勝。
2018年12月30日の総選挙でも、小選挙区の300議席中288議席以上の獲得を確実なものとし、野党であるバングラデシュ民族主義党(BNP)を中心とする野党連合の獲得議席を一けたに抑え込む大勝利を得た。

2024年1月7日の総選挙ではBNPなどがボイコットしたこともあり、小選挙区の300議席中222議席を獲得し圧勝した。無所属議員も62名が当選したが、この中には選挙戦の体裁を整えるためアワミ連盟の支援を受けていた候補者もいたとされる。同年8月5日、シェイク・ハシナは反政府デモの激化を受け首相を辞任し、国外に脱出した。そして同月9日、ノーベル平和賞受賞者のムハマド・ユヌス率いる暫定政権が発足した。
2025年5月10日、暫定政府はシェイク・ハシナら党指導者の裁判が終結するまでの間、アワミ連盟のすべての活動の禁止を命じた。